# Чарівне коло королеви Каліфії
Чарівне коло королеви Каліфії (англ. Queen Califia's Magical Circle) — єдиний у Сполучених Штатах садок скульптур просто неба, створений талановитою французько-американською скульпторкою Нікі де Сен Фаль власним коштом.
До 1994 року Нікі жила неподалік Парижа, але через погіршення здоров'я перебралася до міста Ла-Хойя у Каліфорнії. Вона якось зазначила: «Каліфорнія прислужилася до нового народження моєї душі, вона була наче землетрус для моїх очей — море, пустеля, гори, просторе відкрите небо, розкішний блиск світла та безмежність простору навколо. Я віднайшла новий шлях життя, і це моє відкриття відбилося у моїх роботах».
Садок скульптур був останнім великим проектом Нікі. Його урочисте відкриття на землях парку Кіта Карсона відбулося 26 жовтня 2003 року у південно-каліфорнійському містечку Ескондідо, неподалік Сан-Дієґо.
На створення Чарівного кола скульпторку надихнула історична, міфологічна та культурна спадщина Каліфорнії.
Садок складається з 9 великих яскраво забарвлених скульптур, заокругленої «зміїної» стіни та лабіринту, фонтану у вигляді яйця, кущів та дерев, насаджених у межах садка та вздовж його периметра. Він має 120 футів у діаметрі.
Його місце знаходження на мапах Ґуґля

## Створення Чарівного кола
Нікі створила Чарівне коло королеви Каліфії як дар людям штату Каліфорнія. Він потребував 4 років найповнішого занурення митця у роботу аж до самої її смерті у віці 71 року в травні 2002 р. В одному зі своїх останніх інтерв'ю Нікі сказала: «Моєю першою великою роботою для дітей став „Голем“ (Єрусалим, 1970), і три покоління знають і люблять його. Тут (у Чарівному колі) ви теж можете торкатися скульптур. Вони приємні на дотик, і ви не завдасте їм шкоди. Ви можете бути їх часткою. Це подібно до одруження скульптур та дитини або дорослого. Можливо, це пробуджує дітвака у дорослій людині».
Садок, подібно до самого штату Каліфорнія, бере назву від легендарної чорної королеви амазонок Каліфії, яка за повір'ями володарювала над островом, повним золота та скарбів — земним втіленням раю. Ця легенда здобула популярність на початку 16 століття з виходом у світ романтичного іспанського роману під назвою Las Sergas de Esplandian. Геолог Джон МакФі вмістив у своїй книзі 1994 року «Збираючи Каліфорнію» переказ цієї легенди. Вона стала джерелом задуму Нікі Сен Фаль щодо створення Чарівного кола королеви Каліфії.

## Головні архітектурні елементи
Садок скульптур став прикладом мистецтва унікальної мозаїчної орнаментації, притаманного пізнім рокам творчості Нікі. Різноманітність та барвистість мозаїчних матеріалів є найбільшим з усіх її проектів. Власноруч Нікі підбирала десятки й десятки зразків скла різних кольорів, форм, відтінків, ступенів прозорості та віддзеркалення. Також уперше вона використала у композиціях велику кількість полірованих та шорстких травертину, агату, кварцу, бірюзи. Вона досягла дійсно магічних результатів: рух світла і вітру, кольору і форм, що відбиваються у поверхнях скульптур, невпинно змінюють вигляд Чарівного кола.

### Зміїна стіна та лабіринт
Хвиляста стіна 400 футів завдовжки та 4-9 футів заввишки оточує садок скульптур.
Величезні [мозаїка| мозаїчно]] орнаментовані змії повзуть у веселому танці по її верхній кромці. 
Їхні закривлені тіла утворюють череду щільних поверхонь та просвітів, котрі дозволяють відвідувачам бачити ландшафтну перспективу зовні Чарівного кола. 
Стіна  орнаментована тисячами скляних, керамічних, кам'яних мозаїк, з котрих складаються зображення [[індіанці|індіанських] символів, планет та сонць, сердець та відбитків долонь і підписів членів родини та команди митця. 
Зміїна стіна має лише один вхід до садка, який відкривається у лабіринт зі стінами та підлогою, прикрашеними візерунками чорних, білих та дзеркальних плиток. 
Ця брама немов проголошує, що тут ви переступаєте через [символ|символічний поріг, і вас поглинає чарівний світ вашого минулого, вашого коріння, вашої землі, ваших невимовлених мрій. 
Діставшись кінцевої точки лабіринту, відвідувачі потрапляють до центрального майданчика Чарівного кола.

### Лавиці для сидіння
Три лавиці личковані травертином, мармуром та річковими камінцями розташовані вздовж східного, північного та південного відтинків зміїної стіни. Кожна з них є приблизно 13-20 футів завдовжки.

### Великі скульптури
У садочку розміщено десять окремих скульптур, чиї символіка та форми походять з індіанського, доколумбового та мексиканського мистецтв, а також власної фантазійної уяви авторки.

### Королева Каліфія, яйцеподібний фонтан і трон орла
Домінуюча мозаїчна скульптура королеви Каліфії 11 футів заввишки, архетип жіночої влади і сили, займає центр садка. Закована у лати зі золотого скла, вона підносить догори маленького птаха, сама ж могутньою вершницею осідлала монументального орла (13 футів на зріст). Проходи межи масивними ногами птиці ведуть до маленької «каплиці» з дахом у формі купола. «Капличка» декорована космічними символами та мальованими керамічними платівками за темами з «Садка Таро» (проект скульпторки, здійснений у Тоскані, Італія). Фонтан у формі золотого яйця розташований у центрі простору, як алюзія до магічної влади королеви Каліфії над океанами, а також символ циклу народження, смерті та перевтілень, теми, яка червоною стрічкою проходить крізь більшість робіт Сен Фаль.
Ця композиція вкрита кольоровим та дзеркальним склом, також шорсткими камінцями та керамічними розписними платівками і мозаїками.

### Тотемні фігури
8 великих тотемних скульптур оточують королеву Каліфію. Вони прикрашені стилізованими монстрами, оберегами, геометричними символами, хрестами, черепами, людськими істотами та тваринами, що грали колись визначальну роль у житті людей і досі наділяються сакральним значенням і магічними силами. Особливо важливою фігурою є орел, відзначений надзвичайною висотою польоту, що наближає його до сонця та богів, як жодну іншу істоту. Орел є складовою часткою доколумбових мексиканської та індіанської культур і часто з'являється у мистецтві Сен Фаль. У трьох найвідоміших композиціях «Вогняна птиця» (частина «Фонтана Стравінського» у Парижі), «Бог Сонця» (1983) у каліфорнійському університеті у Сан-Дієґо, «Сонце» (карта № 19) у «Садку Таро» вона використала фігуру орла.
Всі тотеми є личковані у сотні тисяч скалок кольорового і дзеркального скла, керамічних мозаїк, шорстких камінців, морських черепашок та особливої скляної мозаїки. Ці матеріали були зібрані з усього світу.
Список тотемів
Розміри тотемів наведені у футах:
- Голова кішки — 11,6 х 6 х 4
- Голова птаха — 13,4 х 7 х 2,9
- Чоловік, що реве — 16 х 5 х 2,8
- Голова бика — 17 х 6 х 3
- Птах на квадраті — 21 х 6 х 4
- Рибалочка — 14 х 5 х 4
- Крок — 13 х 3 х 8,6
- Змія — 16 х 4

### Ландшафтний дизайн
Різні дерева та кущі, що природно зростають у цій місцевості, було висаджено вздовж периметру Чарівного кола і поза кожною з трьох лавиць у самому садку. Це різні сорти американського дуба, макові кущі, полин, кілька видів кактусів, лілії та карликові койотові кущі.